# プリジノール
Template:Cs1 config

プリジノール（英：Pridinol）はMyopridinという商品名で販売されている、抗パーキンソン病薬および抗コリン薬として使用される筋弛緩薬である。また、筋肉関連の痛みの治療薬としても評価されている。
英国では2020年5月に医療用として承認された。